# Ideboås naturreservat
Ideboås är ett naturreservat i Uppvidinge kommun i Kronobergs län.
Området är skyddat sedan 1976 då det avsattes som naturvårdsområde. Det omvandlades till naturreservat och utvidgades 2014. Nu är området 21 hektar stort. Det är beläget 5 km nordost om Älghult och består av en skogklädd bäckdal mellan byn Ideboås och Älgasjön samt anslutande odlingsmarker norr och söder om dalgången.

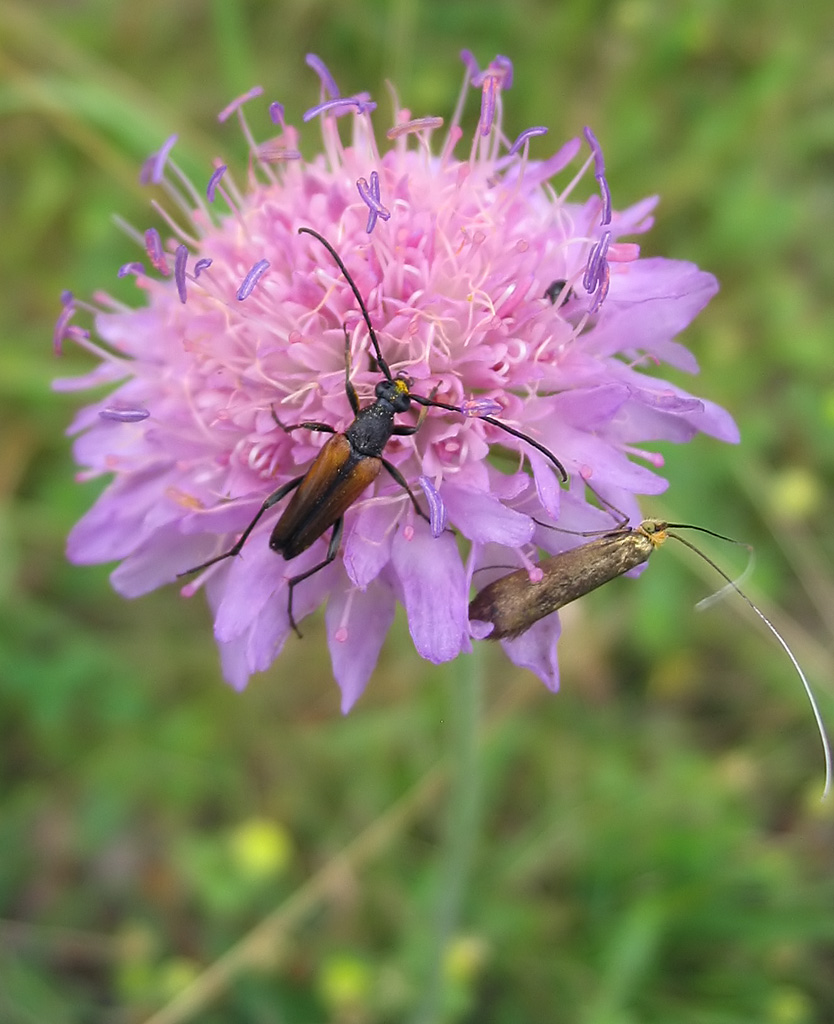
Åkervädd

Mellan Idesjön och Älgasjön löper denna bäckdal där bäcken rinner i grunda blockiga fåror. Dalgången är skogklädd, främst med fuktig lövskog. Där växer al, alm och ask, och hassel. Där kan man även se idegran som är Sveriges ovanligaste barrträd. Där i bäckdalen på marken växer blåsippa och vätteros.
Områdets slåtterängar och betesmarker har en intressanta flora. Där växer bland annat åkervädd, ängsvädd, svinrot, solvända, jungfrulin och kattfot och fältgentiana. 